# ニコール・リッチー
ニコール・リッチー（Nicole Richie、本名：ニコール・カミーユ・リッチー、Nicole Camille Richie、1981年9月21日 - ）は、アメリカ合衆国のファッションデザイナー、テレビプレゼンター、女優。カリフォルニア州バークレー出身。身長155cm。

## 略歴
3歳でライオネル・リッチーとその妻ブレンダ・ハーヴェイ・リッチーの元に引き取られ、9歳で正式に養女となる。実父はピート・エスコヴェード（シーラ・Eの兄）であるという噂があったが、ニコール自身は否定している。本当の父親はライオネル・リッチーのバンドのドラムを担当していたメンバーで、実母は舞台スタッフだという。通っていたバックリースクールでパリス・ヒルトンと出会い、友人となる。高校卒業後はアリゾナ大学に進むが2年で退学。
2003年に薬物不法所持と無免許運転で逮捕され、薬物更生プログラムへの参加が判決で言い渡された。
同年にFOXチャンネルの人気リアリティ番組『シンプル・ライフ』で親友であったパリス・ヒルトンの妹・ニッキー・ヒルトンの代役として登場。人気を博し、一躍スターに。ファッションリーダーとしても注目され、ファッション誌にスナップ写真が掲載されることもある。一方で、ゴシップ誌に登場することも多い。
その後も映画やテレビ番組に出演する一方、歌手としてデビューする準備を進めているとの発表がおこなわれたが、2006年にリリース予定を告知された彼女のアルバムは現在に至るまで発売されていない。また、2005年に半自伝的内容の小説『ダイヤモンドの真実』を刊行した。
2005年2月にアダム・ゴールドスタイン（DJ AM）と婚約するも、同年12月に婚約破棄を発表。
2006年12月11日、マリファナを吸い高速道路を飲酒運転で逆走している所を警察に発見され、逮捕された。
DJ AMと別れた後は、幼なじみのブロディ・ジェナーと親しくした時期もあったが、その後ヒラリー・ダフの元カレでグッド・シャーロットのメンバー、ジョエル・マッデンと付き合い、婚約。
2007年7月27日、薬物中毒での運転をした罪の公判がカリフォルニア州の地方裁判所で行われ、禁固4日の判決が言い渡された。
2008年1月11日に第1子となる女の子を出産。2920グラム。子供の名前は「ハーロウ・ウィンター・ケイト・マッデン」。2009年9月9日に第2子となる3503.8グラムの男の子を出産。子供の名前は「スパロウ・ジェイムズ・ミッドナイト・マッデン」(Sparrow James Midnight Madden)。マッデンとは2010年12月に結婚した。
ピアノ、ヴァイオリン、チェロなどの楽器を弾くことができる。

## 健康問題
元々ぽっちゃりした体型で、痩せ型のパリス・ヒルトンと並ぶとより太って見えたことから、彼女はパリスの引き立て役とよく言われていた。ダイエットで一時期激痩せし、健康面を懸念する人達が絶えなかった。だが専門家の力をかり、順調にリハビリを続け、現在はふっくらした健康的な体型に戻った。